# شباب يرقص فوق النار (فلم)
شباب يرقص فوق النار، فيلم مصري من إنتاج شركة الأفلام المتحدة سنة 1978. من بطولة صفاء أبو السعود، عادل إمام، محمود عبد العزيز، وإخراج يحيى العلمي.

## وصلات خارجية
- مقالات تستعمل روابط فنية بلا صلة مع ويكي بيانات